# 平和のこえ事件
平和のこえ事件（へいわのこえじけん）は、連合国軍最高司令官総司令部 (GHQ) に反する行為の取締を定めた占領目的阻害行為処罰令（政令325号）の効力が争点となった、連合国軍占領下の日本の事件および裁判。控訴審判決の時点で日本の占領が終了していたため、上告審で免訴という判断が下された。

## 概要
連合国最高司令官の指示により発行が停止された日本共産党機関誌『アカハタ』の後継紙『平和のこえ』の頒布に関わった者たちが、占領目的に有害を行為をなしたものとして政令325号違反で起訴された。起訴された人数は全国で数百人にのぼった。
岩手県在住のXは1951年1月2日頃より同年1月25日頃までの間に約8回にわたって『平和のこえ』第1号から第11号の送付を受けて、うち約568部を頒布した。その行為によりXは政令325号違反で起訴され、1951年6月25日に盛岡地方裁判所で懲役1年6か月の判決を受けて控訴したが、1952年4月28日に仙台高等裁判所で控訴棄却された。Xは上告した。
1953年7月22日に最高裁判所大法廷は政令325号を「憲法外における法的効力を有するもの」としつつ、占領終了後の占領法規の位置づけについては以下のような見解に分かれた。
1. 政令325号は平和条約発効とともに失効したから、政令325号違反事件は犯罪後の法令により、刑が廃止された場合にあたるとして免訴とする全面的違憲免訴の立場（真野毅、小谷勝重、島保、藤田八郎、谷村唯一郎、入江俊郎の意見）
2. その政令に内実をなす最高司令官の指令を検討し、違憲であれば免訴になるとする一部免訴説の立場（井上登、栗山茂、河村又介、小林俊三の意見）
3. 刑事訴訟法第411条第5号[注 2]は刑罰廃止の国家意思が発言された場合を指すものと解し、本件にはそれがないとして有罪判決を維持して上告棄却とする有罪説の立場（田中耕太郎、霜山精一、斎藤悠輔、本村善太郎の意見）

本件については15人中10人が1及び2の立場を取ったことでXに免訴判決が言い渡された。
岩松三郎裁判官は病気で評議に不参加であった。全国で起訴された類似事例もこの事件同様に免訴判決が出る見込みが報じられた。